# Lycaena boldenarum
Lycaena boldenarum  (лат.) — вид бабочек из семейства голубянок. Является эндемиком Новой Зеландии. Гусеницы питаются вечнозелёными растениями вида Muehlenbeckia axillaris, а также Rumex flexousus из семейства гречишных.

## Описание

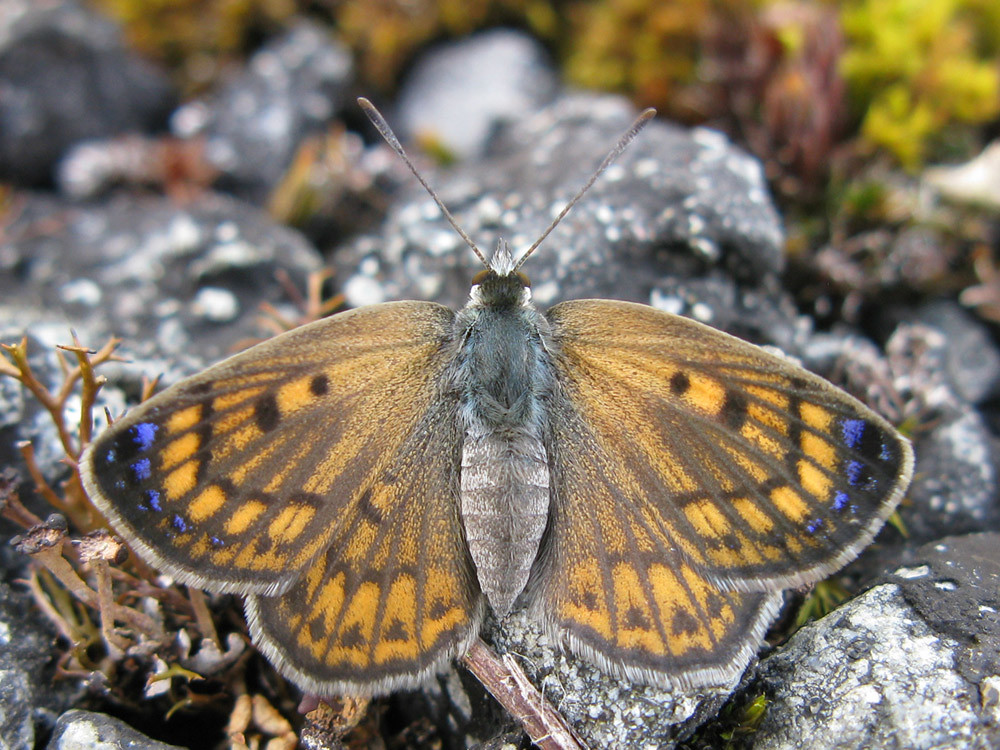
Самка

Размах крыльев от 17 до 27 мм, благодаря чему эти бабочки считаются одними из самых маленьких представителей своего инфраотряда в Новой Зеландии. Выражен половой диморфизм, проявляющийся в окраске крыльев самцов и самок. Самцы имеют фиолетоватый отлив на верхней стороне передней пары крыльев, а самки с оражевато-коричневатый окрасом. 
Встречается в разнообразных местах обитания – на лугах, в каменистой местности и песчаных дюнах.
Бабочки откладывают яйца поодиночке на нижнюю часть листа или стебель кормового растения. Вылупившаяся гусеница зимует. Продолжает развитие на следующий год весной и окукливается.